# Pyrinia sanitaria
Pyrinia sanitaria es una especie de polilla de la familia Geometridae. La especie fue descrita por primera vez por William Schaus habiendo sido descrita en 1901, con distribución en México. El sintipo de la especie fue descrita en Jalapa. 

## Descripción
Es una polilla pequeña con una envergadura de 25 milímetros (1 plg). Las alas anteriores son de color marrón rojizo, con el margen exterior teñido de lila. La costa del ala es finamente blanca, veteada de negro. El envés de las alas es ocre opaco, con estrías rojas y violáceas. Los márgenes exteriores son rojizos.